# ヌヴィー＝シュル＝バランジョン
ヌヴィー＝シュル＝バランジョン （Neuvy-sur-Barangeon）は、フランス、サントル＝ヴァル・ド・ロワール地域圏、シェール県のコミューン。

## 地理
村は、ソローニュの自然区分上の地方であるソローニュ・ベリションヌ地方に属する。ソローニュは現在行政上の地方ではないが、ベリー地方はシェール県とアンドル県にまたがっている。
ヴィエルゾンの北東18km、ブールジュのおよそ30kmの距離にある。

## 歴史
ローマ時代の遺跡がコミューンの近くに存在する。村の地名は992年に最初に示されている。キリスト教の教区は相次いで修道院に取り付けられた。
1940年、ブールジュにある子供のための家族の家は、レティラーダ（fr、スペイン内戦によるスペイン人国外脱出）のさなか、フランスへ避難してきたスペイン人の子供たちを受け入れていたが、爆撃から彼らを守るためヌヴィー＝シュル＝バランジョンへ移動させた。彼らは戦争の間そこに滞在していた。

## 人口統計
| 1962年 | 1968年 | 1975年 | 1982年 | 1990年 | 1999年 | 2008年 | 2014年 |
| ------ | ------ | ------ | ------ | ------ | ------ | ------ | ------ |
| 1048   | 1210   | 1107   | 1219   | 1221   | 1162   | 1250   | 1259   |

参照元:1962年から1999年までは複数コミューンに住所登録をする者の重複分を除いたもの。それ以降は当該コミューンの人口統計によるもの。1999年までEHESS/Cassini、2006年以降INSEE。

## 出身者
- ジャン・グラチィク